# بی (بازیکن فوتبال)
بی (انگلیسی: Bé؛ زادهٔ ۲۶ دسامبر ۱۹۷۰) بازیکن فوتبال اهل پرتغال است.
وی همچنین در تیم ملی فوتبال زنان پرتغال بازی کرده‌است.